# Überhose (Militär)
Überhose bezeichnet in der Uniformkunde ein zumeist im Feld über der eigentliche Hose getragenes Kleidungsstück. Insbesondere bei der Kavallerie schützte sie die normale Reithose. Sie war vor allem vom Ende des 18. bis ins 19. Jahrhundert in dieser Form in Gebrauch.
Gegen Ende des 18. Jahrhunderts wurden zur Schonung der Hosen vieler Kavallerieeinheiten Überknopfhosen eingeführt. Sie bestanden aus Leinen oder Tuchstoff. Bei der leichten Reiterei reichten sie über den Reitstiefeln bis zu den Knöcheln. Sonst wurden sie unterm Knie durch Stulpen verdeckt. Die Überhosen wurden an den Seiten durch lange Knopfreihen über die ganze Länge zugeknöpft. Um die Hosen stabiler zu machen, wurden die Seiten teilweise mit Besetzen gearbeitet, die Knöpfen und Knopflöchern eine zusätzliche Stabilität gab. Vielfach wurden die Besetzen in anderen Farben gearbeitet und traten an der Kante als Biese vor.
Teilweise waren die Überhosen mit einem ledernen Reitbesatz im Schritt und an den Beininnenseiten versehen. Die Knopfreihen wurden später zu einer bloßen Zierde, da man bald normal zu schließende Hosen einführte. In Preußen geschah dies 1808. Auch die Knopfleisten fielen bald weg und nur die Biesen blieben. Die Überhosen schützten zwar die Reithosen vor Staub, Schmutz und Beschädigung sowie im Winter vor Kälte, die Handhabung war nach heutigen Maßstäben jedoch umständlich.
Bei der Infanterie blieben bis in die Koalitionskriege Kniehosen in Gebrauch. Lange Drillichhosen wurden zu Beginn des 19. Jahrhunderts in Form von Überhosen über Gamaschen und Kniehosen getragen. In Preußen war dies um 1806 der Fall. Kurze Zeit später ersetzten normale lange Hosen Knie- und Überhosen.